# Мартыновский сельсовет (Курская область)
Марты́новский сельсовет — муниципальное образование со статусом сельского поселения в Суджанском районе Курской области Российской Федерации.
Административный центр — село Мартыновка.

## История
Статус и границы сельсовета установлены Законом Курской области от 21 октября 2004 года № 48-ЗКО «О муниципальных образованиях Курской области».

## Население
| 2002 | 2010 | 2012 | 2013 | 2014 | 2015 | 2016 |
| ---- | ---- | ---- | ---- | ---- | ---- | ---- |
| 825  | ↘796 | ↘783 | ↗794 | →794 | ↗795 | ↘792 |
| 2017 | 2018 | 2019 | 2020 | 2021 |      |      |
| ↗801 | ↘795 | ↗800 | ↗825 | ↘814 |      |      |

## Состав сельского поселения
| № | Населённый пункт | Тип населённого пункта       | Население |
| - | ---------------- | ---------------------------- | --------- |
| 1 | Мартыновка       | село, административный центр | ↘687      |
| 2 | Михайловка       | деревня                      | ↘109      |

### Упразднённые населённые пункты
Круглик — упразднённая деревня.